# Bombardier CRJ700/900/1000
Bombardier CRJ700, CRJ900, och CRJ1000 är ett kanadensiskt regionalflygplan som är baserat på Bombardier CRJ200. Slutmonteringen av flygplan sker på Aéroport international Montréal-Mirabel i Mirabel, Québec nära Montréal. Efter vikande försäljningssiffror för CRJ-serien tillkännagav Bombardier den 25 juni 2019 att hela CRJ-programmet överlåtits till den japanska industrikoncernen Mitsubishi. Efter att inneliggande order fullföljts stängdes produktionen av CRJ-planen under andra halvan av år 2020. 

## Varianter
Efter succén med CRJ100-/200-serien, började Bombardier tillverka större flygplan för att kunna konkurrera med mindre flygplan så som Airbus A318, Boeing 717, Boeing 737-600 och Embraer E-Jet

### CRJ 700
CRJ 700-serien är en förlängd variant av Bombardier CRJ 200. Flygplanet har plats för 70 säten i standardutförande. CRJ 700 har maximal flyghöjd på 41 000 fot (12 500 m) och en räckvidd på 2 250 miles (3 600 km) i standardutförande. Den första flygningen skedde 1999 och första leveransen skedde 2001. CRJ 700-serien finns i tre olika varianter, CRJ 700, CRJ 701 och CRJ 702. CRJ 700 har plats för 68 passagerare i standardutförande, CRJ 701 har plats för 70 passagerare och CRJ 702 har plats för 78 passagerare.

### CRJ 705
CRJ 705 är baserat på CRJ 900, med business class och ett minskat antal sittplatser för att möjliggöra samarbete med regionala flygbolag. Några regionala flygbolag har avtal med sina större flygbolag att begränsa den maximala passagerarkapaciteten i flygplan de använder. Air Canada Jazz var lanseringskunden och har 10 business-säten och 65 ekonomisäten.

### CRJ 900
CRJ 900 är baserat på Canadair CRJ 200. Flygplanet tar 84-90 passagerare i standardutförande. Delta Connection tar 76 passagerare i sina CRJ 900 då de även har affärsklass i sina flygplan. Flygplanet har en maxhöjd på 12 496 m (41 000 fot), max räckvidd på 2 956 km (1 837 nmi) och maxhastighet på Mach 0,82 (877 km/h, 545 mph). 2019 har 433 flygplan tillverkats och det finns beställningar på ytterligare 45 flygplan.

### CRJ 1000
Den 19 februari 2007 lanserade Bombardier CRJ 1000 med första leverans till kund 2012. Flygplanet är en förlängd version av CRJ 900. Bombardier hävdar att det erbjuder bättre prestanda och en högre vinst per stol än det konkurrerande Embraer E-190. Flygplanet har tillverkats i 63 exemplar. Inga order finns på fler flygplan.

## Operatörer
- CRJ 700: totalt finns 272 CRJ 700 i trafik.
  - SkyWest Airlines (65)
  - Atlantic Southeast Airlines (37)
  - American Eagle Airlines (25)
  - Horizon Air (21)
  - Lufthansa CityLine (20)
  - Mesa Airlines (20)
  - Comair (17)
  - Air Canada Jazz (16)
  - Brit Air (15)
  - GoJet (15)
  - PSA Airlines (14)
  - Air India (2)
  - Eurowings (2)
  - Shandong Airlines (2)
  - Hozu-Avia Aircompany (2)

- CRJ 900: totalt finns det 170 CRJ 900 i trafik.
  - Mesa Airlines (38)
  - Mesaba Airlines (25)
  - SkyWest Airlines (17)
  - Comair (13)
  - Lufthansa CityLine (12)
  - Scandinavian Airlines (12)
  - Air Nostrum (11)
  - Air One (10)
  - Pinnacle Airlines (9)
  - Freedom Airlines (7)
  - Pluna (4)
  - Atlasjet Airlines (3)
  - Libyan Arab Airlines (3)
  - Adria Airways (2)
  - Arik Air (2)
  - Tatarstan (2)

## Galleri

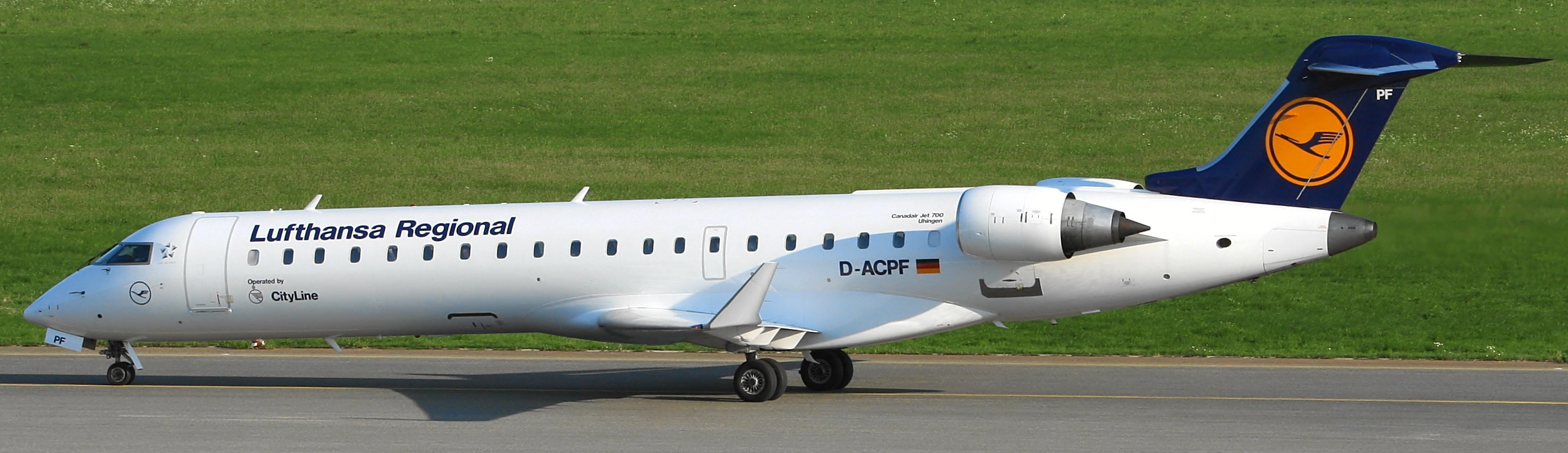
Lufthansa CityLine CRJ701 ER
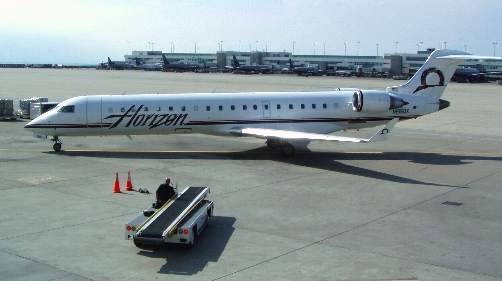
Horizon Air CRJ700 på Denver
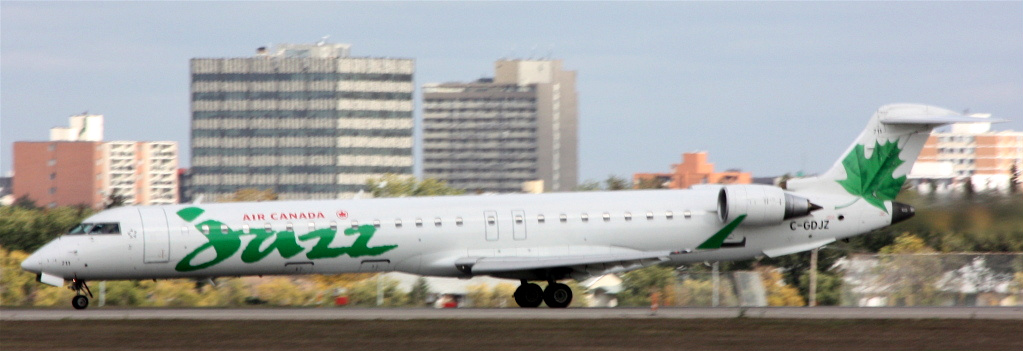
Air Canada Jazz CRJ-705
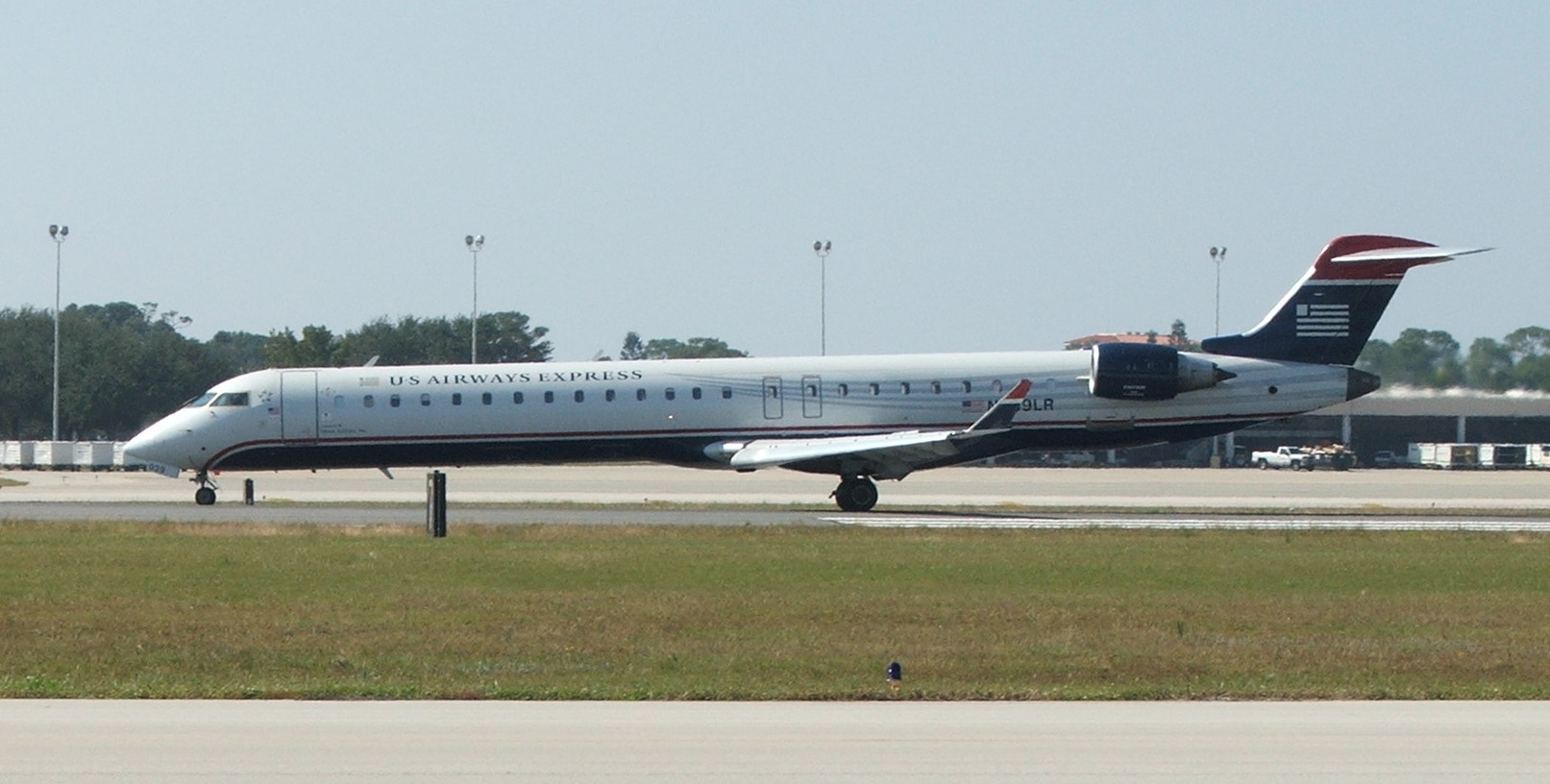
En Mesa Airlines CRJ900
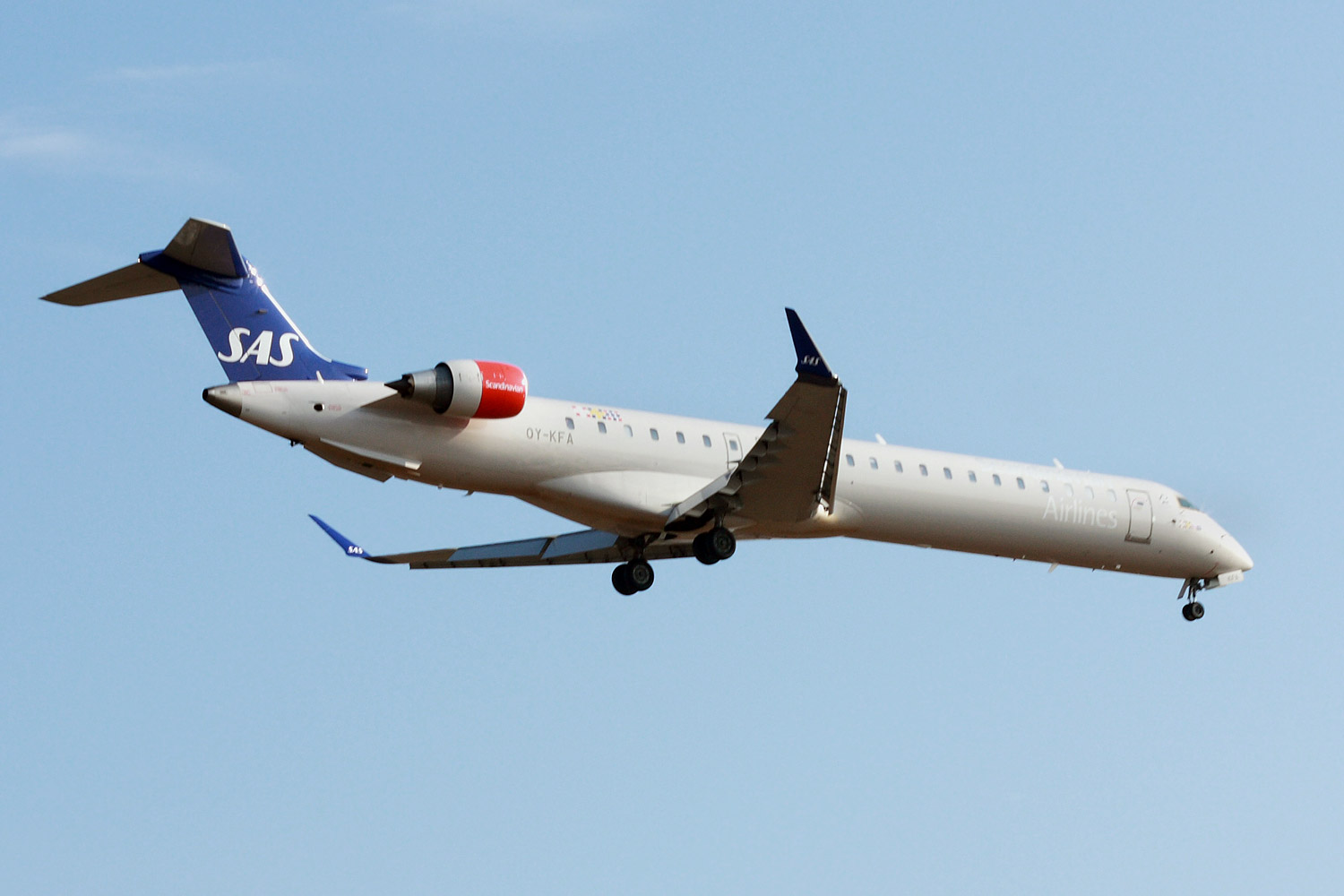
Scandinavian Airlines CRJ900 2008
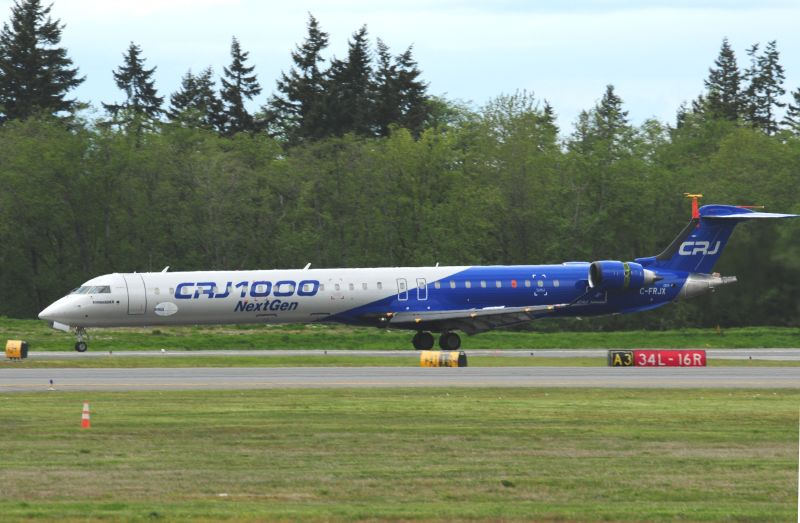
Första CRJ 1000